# Mariosousa centralis
Mariosousa centralis là một loài thực vật có hoa trong họ Đậu. Loài này được (Britton & Rose) Seigler & Ebinger mô tả khoa học đầu tiên năm 2006.